# Sungai Rawa (Batang Tuaka)
Sungai Rawa is een bestuurslaag in het regentschap Indragiri Hilir van de provincie Riau, Indonesië. Sungai Rawa telt 2114 inwoners (volkstelling 2010).